# والتر سرانو
والتر سرانو (انگلیسی: Walter Serrano؛ زادهٔ ۲ ژوئیهٔ ۱۹۸۶) بازیکن فوتبال اهل آرژانتین است.
از باشگاه‌هایی که در آن بازی کرده‌است می‌توان به باشگاه فوتبال آرژانتینوس جونیورز اشاره کرد.